# Kukljin
Kukljin (cyr. Кукљин) – wieś w Serbii, w okręgu rasińskim, w mieście Kruševac. W 2011 roku liczyła 1535 mieszkańców.